# Трудовое (Львовская область)
Трудовое (укр. Трудове) — село в Николаевской городской общине Стрыйского района Львовской области Украины, расположено на реке Козушин.
Население по переписи 2001 года составляло 43 человека. Занимает площадь 0,117 км². Почтовый индекс — 81620. Телефонный код — 3241.